# Erigonoplus jarmilae
Erigonoplus jarmilae là một loài nhện trong họ Linyphiidae.
Loài này thuộc chi Erigonoplus. Erigonoplus jarmilae được František Miller miêu tả năm 1943.